# Růže stolistá
Růže stolistá (Rosa × centifolia) je vyšlechtěný kříženec z rodu růže. Patří mezi okrasné a silně vonící růže. K jejímu vzniku přispěly druhy: růže keltská, růže damašská, růže šípková či růže mošusová. Její kořeny vedou pravděpodobně do oblasti Malé Asie a Kavkazu; v Evropě se objevila v 16. století a byla zde dále šlechtěna. Dříve bývala značně oblíbena a hojně pěstována na venkovských zahradách a hřbitovech, dnes se již v kultuře vyskytuje jen ojediněle.

## Popis
Nižší prutnaté keře s hustě ostnitými větvemi. Květy jsou plné (i přes 60 korunních plátků), 5 cm a více široké, mají růžovou nebo červenou barvu, zřídka mohou být pestře žíhané nebo i bílé.

## Využití
Okvětní plátky se používají k výrobě růžového oleje, především v okolí města Grasse v jižní Francii. Bylo též vyšlechtěno množství okrasných kultivarů, z nichž některé jsou dodnes pěstovány.